# Dominic Salvatore Gentile
Dominic Salvatore "Don" Gentile (Piqua, Ohio, EUA, 6 de dezembro de 1920 - 28 de janeiro de 1951, Dayton, Ohio, EUA) foi um piloto norte-americano que prestou serviço durante a Segunda Guerra Mundial nas Forças Aéreas do Exército dos Estados Unidos. No pós-guerra continuou na força aérea. Durante a guerra abateu 27 aeronaves inimigas (7 no solo e 20 em combate aéreo), o que fez dele um ás da aviação.